# Abbateggio
Abbateggio é uma comuna italiana da região dos Abruzos, província de Pescara, com cerca de 420 habitantes. Estende-se por uma área de 15,71 km², tendo uma densidade populacional de 28 hab/km². Faz fronteira com Caramanico Terme, Lettomanoppello, Roccamorice, San Valentino in Abruzzo Citeriore, Scafa.
Pertence à rede das Aldeias mais bonitas de Itália.

## Demografia
| Variação demográfica do município entre 1861 e 2011                               |
|                                                                                   |
| Fonte: Istituto Nazionale di Statistica (ISTAT) - Elaboração gráfica da Wikipedia |